# شارع عبد الوهاب الإنجليزي
شارع عبد الوهاب الإنجليزي هو شارع من شوارع مدينة بيروت العاصمة اللبنانية. سمي تيمنا بالشهيد عبد الوهاب الإنكليزي الذي أعدمه الآتراك في 7 آيار 1916م.